# Deirdre Lovejoy
Deirdre Lovejoy (Abilene, Texas; 1962) es una actriz estadounidense.

## Vida y carrera
Lovejoy es conocida por la serie The Wire, donde dio vida a la abogada Rhonda Pearlman. Se graduó de la Universidad de Evansville en teatro, y del Universidad de Nueva York's en un programa de actuación y del Tisch School of the Arts, en Actuación.
Lovejoy interpretó el papel de madre de Nora Clark en la película Step Up y el papel de la asesina en serie Heather Taffet (también conocida como "The Gravedigger") en la serie Bones. También apareció en Bad Teacher como la madre de una alumna. Tuvo un papel recurrente en la serie Body of Proof. En 2013, Lovejoy apareció en Broadway junto a Tom Hanks en Lucky Guy, una obra de Nora Ephron.

## Filmografía

### Películas
| Año  | Título                                 | Papel                           | Notas         |
| ---- | -------------------------------------- | ------------------------------- | ------------- |
| 1996 | Rescuing Desire                        | Vendedora en librería           |               |
| 1998 | Number One                             | Jean                            | Cortometraje  |
| 1998 | Sour Grapes                            | Enfermera Wells                 |               |
| 1999 | Random Hearts                          | Oficial Isabel                  |               |
| 1999 | The Talented Mr. Ripley                | Vecina                          |               |
| 2000 | Shaft                                  | Oficial de policía              | No acreditado |
| 2001 | My Sister's Wedding                    | Beverly Modina                  |               |
| 2001 | Thirteen Conversations About One Thing | Profesora estudiante            |               |
| 2006 | Step Up                                | Madre de Nora / Katherine Clark |               |
| 2009 | Gloria & Eric                          | Gloria                          | Cortometraje  |
| 2009 | The Stepfather                         | Detective Tylar                 |               |
| 2011 | Bad Teacher                            | Madre de Sasha                  |               |
| 2013 | Killing Vivian                         | Toaster                         | Cortometraje  |
| 2013 | Lionhead                               | Detective Lundgren              |               |
| 2014 | Thirsty                                | Doris Townsend                  |               |
| 2016 | Billy Lynn's Long Halftime Walk        | Denise Lynn                     |               |
| 2017 | The Post                               | Debbie Regan                    |               |
| 2017 | Beauty Mark                            | Pastora Hodges                  |               |

### Televisión
| Año       | Título                            | Papel                         | Notas                                                             |
| --------- | --------------------------------- | ----------------------------- | ----------------------------------------------------------------- |
| 1990      | The Kennedys of Massachusetts     | Rosemary Kennedy              |                                                                   |
| 1994      | Law & Order                       | Judith Crockit                | Episodio: "Virtue"                                                |
| 1997      | Law & Order                       | CSU Technician                | Episodio: "Thrill"                                                |
| 1998      | Seinfeld                          | Cliente #3                    | Episodio: "The Dealership"                                        |
| 1999      | Trinity                           | Karen Sealey                  | Episodio: "Breaking In, Breaking Out, Breaking Up, Breaking Down" |
| 1999–2000 | Spin City                         | Reportera                     | 3 episodios                                                       |
| 2000–2001 | Law & Order: Special Victims Unit | Hernandez                     | 2 episodios                                                       |
| 2001      | Ed                                | Ms. Tiana Diamond             | Episodio: "Closure"                                               |
| 2002      | Sin rastro                        | Mrs. Kathy Peterson           | Episodio: "In Extremis"                                           |
| 2002–2008 | The Wire                          | Rhonda Pearlman               | 60 episodios                                                      |
| 2002      | Law & Order: Criminal Intent      | Penny Halliwell               | Episodio: "Malignant"                                             |
| 2003      | Strong Medicine                   | Taylor                        | Episodio: "Orders"                                                |
| 2003      | Touched by an Angel               | Courtney                      | Episodio: "A Time for Every Purpose"                              |
| 2003      | Kingpin                           | Unknown                       | Episodio: "Black Magic Woman"                                     |
| 2003      | The Lyon's Den                    | Ms. Felicity Easton           | Episodio: "The Fifth"                                             |
| 2003      | Judging Amy                       | Abogada del estado            | Episodio: "The Long Goodbye"                                      |
| 2004      | NYPD Blue                         | Michelle Foster               | Episodio: "Chatty Chatty Bang Bang"                               |
| 2004      | The West Wing                     | Lisa Wolfe                    | 2 episodios                                                       |
| 2005      | Nip/Tuck                          | Allie Tedesco                 | Episodio: "Hannah Tedesco"                                        |
| 2006      | The Closer                        | Melissa Langner               | Episodio: "Heroic Measures"                                       |
| 2006      | Numb3rs                           | Daria Samson                  | Episodio: "Waste Not"                                             |
| 2006–2007 | Close to Home                     | Ellen Porter                  | 2 episodios                                                       |
| 2007      | Cold Case                         | Regie Kunze                   | Episodio: "Justice"                                               |
| 2008      | Under                             | Detective June-Mary Cavanaugh | Película de televisión                                            |
| 2008      | Shark                             | Monica Wells                  | Episodio: "One Hit Wonder"                                        |
| 2008      | Law & Order: Special Victims Unit | Penelope Fielding             | Episodio: "Cold"                                                  |
| 2008      | Eli Stone                         | A.D.A. Samantha Jarrells      | 2 episodios                                                       |
| 2009      | Lie to Me                         | Holly Sando                   | Episodio: "Unchained"                                             |
| 2009      | Salvando a Grace                  | Linda Hall                    | Episodio: "What Would You Do?"                                    |
| 2009      | Law & Order: Criminal Intent      | Agente Carmen Martino         | Episodio: "Revolution"                                            |
| 2009      | Sin identificar                   | Zoe Jenks                     | Episodio: "Pilot"                                                 |
| 2009      | Medium                            | Dr. Betty Messner             | 2 episodios                                                       |
| 2009–2011 | Bones                             | Heather Taffet                | 3 episodios                                                       |
| 2010      | Outlaw                            | Karen Rukheyser               | Episodio: "In Re: Officer Daniel Hale"                            |
| 2011      | Mentes criminales                 | Agent Jenny Bates             | Episodio: "The Thirteenth Step"                                   |
| 2011      | Brothers & Sisters                | Marissa Crandall              | Episodio: "Father Unknown"                                        |
| 2011      | The Protector                     | Unknown                       | Episodio: "Affairs"                                               |
| 2012      | Body of Proof                     | Jeannie Morris                | 2 episodios                                                       |
| 2012      | Private Practice                  | Sean Petrucci                 | Episodio: "Apron Strings"                                         |
| 2013      | American Horror Story: Asylum     | Anfitrión de Lana             | Episodio: "Continuum"                                             |
| 2014      | Girls                             | Tía Margo                     | Episodio: "Flo"                                                   |
| 2014      | Orange Is the New Black           | Chris Maser                   | 2 episodios                                                       |
| 2016      | American Gothic                   | Detective Linda Cutter        | 9 episodios                                                       |
| 2016      | Shameless                         | Rita Smith                    | 3 episodios                                                       |
| 2016      | The Blacklist                     | Cynthia Panabaker             | 6 episodios                                                       |
| 2017      | Bull                              | Rebecca Whelan                | Episodio: "A Business of Favors"                                  |
| 2017      | Elementary                        | Carrie Traub                  | Episodio: "Be My Guest"                                           |
| 2018      | NCIS: New Orleans                 | Claire McDermott              | Episodio: "Mind Games"                                            |
| 2019      | Raising Dion                      | Charlotte Tuck                | 4 episodios                                                       |